# Grævling (dokumentarfilm)
Grævling er en dansk undervisningsfilm fra 1970 instrueret af Frank Wenzel.

## Handling
Optagelser af grævlingen i dens naturlige miljø.